# Malaya Stern Takeda
Malaya Stern Takeda (* 19. Juni 1997 in Tokio) ist eine US-amerikanisch-japanische Schauspielerin.

## Leben
Die Tochter einer US-amerikanischen Mutter aus Kalifornien und eines germanistikbegeisterten japanischen Vaters aus Tokio wuchs ab dem Jahr 2000 in Berlin auf. Dort besuchte Takeda eine bilinguale Schule. Obwohl sie fließend Deutsch spricht, gibt sie Englisch als ihre eigentliche Muttersprache an. Ihr erster Vorname bedeutet so viel wie die „Freie“ oder die „Unabhängige“ und wurde auch wie der zweite Vorname „Stern“ von ihrem Vater ausgewählt.
Von 2015 bis 2016 besuchte Takeda die private Schauspielschule Michael Tschechow Studio Berlin. Daran schloss sich von 2017 bis 2021 ein Schauspielstudium an der Hochschule für Schauspielkunst Ernst Busch in ihrer Heimatstadt an.

## Karriere
Noch während ihrer Schauspielausbildungen übernahm Takeda Bühnenrollen, ab 2018 bekleidete sie erste Rollen in Studentenfilmen. Während ihrer Ausbildung an der HfS Ernst Busch war sie u. a. im bat-Studiotheater in der Titelrolle der Penthesilea (2018, Regie: Theresa Thomasberger), in der Schaubühne als Natella Abaschwili in Der kaukasische Kreidekreis (2019–2020, Regie: Peter Kleinert), in der Volksbühne als Lars in Männerphantasien (2020, Regie: Theresa Thomasberger) und am Düsseldorfer Schauspielhaus als Gabi in Die bitteren Tränen der Petra von Kant (2020, Regie: David Bösch) zu sehen.
Der Theaterkritik fiel Takeda erstmals Ende 2021 bei einem Soloabend neben Aram Tafreshian beim Lausitz Festival in Cottbus auf. Am dortigen Staatstheater interpretierte sie im 90-minütigen Shakespeare-Drama Richard III. die Titelrolle als Mann, Frau und Kind mit Hilfe zeitgenössischer feministischer Texte. Die Performance war im Jahr zuvor aus Takedas 8-minütigem Absolventenvorspiel an der HfS Ernst Busch hervorgegangen, wo Tafreshian auch ihr Dozent war. Gegenwärtig ist sie festes Ensemblemitglied am Nationaltheater Mannheim.
Im Jahr 2022 übernahm Takeda die Hauptrolle neben Aram Tafreshian in Sarah Miro Fischers Studentenkurzfilm Spit, der eine Einladung in den Wettbewerb des Filmfestivals Max Ophüls Preis erhielt. Für ihre Darstellung der von Gewaltfantasien angezogenen Livia erhielt sie gemeinsam mit Tafreshian eine Nominierung für den Max Ophüls Preis für den „Besten Schauspielnachwuchs“. Zum Festival wurde auch der Kurzfilm Girl Who Cried Wolf eingeladen, bei dem sie ebenfalls zum Schauspielensemble gehörte. Im selben Jahr spielte sie als Zoé in der TV-Serie Love Addicts eine der vier Hauptrollen. Im Frühjahr 2025 folgte die Hauptrolle der Toni Falk im Paramount+ Original Parallel Me; eine Figur, die durch verschiedene Versionen ihres Ichs reist und durch die Takeda ihre persönlichen Erfahrungen mit den Themen Internationalität und Anpassungsfähigkeit sowie der Frage nach der eigenen Identität einbringen konnte.

## Filmografie (Auswahl)
- 2020: Give Me Up – Wie einen Fisch auf dem Trockenen
- 2021: Theresa Wolff – Home Sweet Home
- 2021: Girl Who Cried Wolf (Kurzfilm)
- 2021: Spit (Kurzfilm)
- 2022: Echo (Kurzfilm)
- 2022: Almost Home (Kurzfilm)
- 2022: Love Addicts (Fernsehserie)
- 2023: Conti: Meine zwei Gesichter
- 2023: Conti – Spieler
- 2024: The Assessment
- 2025: Parallel Me (Fernsehserie, 8 Folgen)